# Azer Dadachov
Azer Dadachov (en azéri : Azər İsmayıl oğlu Dadaşov; né le 1er décembre 1946 à Bakou) est un compositeur azerbaïdjanais, Artiste du peuple de la République d'Azerbaïdjan (2018).

## Biographie
En 1971, Azer Ismayil oglu Dadachov est diplômé de la faculté de composition du Conservatoire d'État d'Azerbaïdjan dans la classe du compositeur de génie, l'académicien Gara Garayev. Depuis 1973, il est membre de l'Union des compositeurs de l'URSS et de l'Azerbaïdjan, ainsi que de la Guilde des metteurs en scène professionnels d'Azerbaïdjan (2003).

## Œuvre
La liste de ses oeuvres est très large : 14 symphonies, 20 cantates et odes, l'opéra pour enfants "Les Aventures de Petit Muk", le ballet miniature "Fresque orientale", 3 Concertos pour piano, Concertos pour flûte, alto, suites pour chambre, instruments à vent, des orchestres d'instruments folkloriques, un grand nombre d'œuvres instrumentales de chambre et chorales, de la musique et des chansons pour plus de 20 films. Il est également l'auteur de l'hymne national paralympique.
Les œuvres de A. Dadashov sont interprétées aux congrès et aux plénums de l'Union des compositeurs d'Azerbaïdjan depuis 1968, par d'éminents chefs d'orchestre de la République - Niyazi, Raouf Abdullayev, Nazim Rzayev, Ramiz Melikaslanov, Yaltchin Adiguezalov, Teymur Goychayev, Fakhraddin Karimov, etc., chef d'orchestre étranger Dmitri Kitaïenko (Russie), et d'autres. Ses œuvres sont interprétés dans de nombreux pays étrangers, notamment en France, aux États-Unis, en Angleterre, en Finlande, en Turquie, en Iran, en Russie, etc. et sont incluses dans le programme des festivals prestigieux organisés.
Les œuvres de A. Dadashov sont largement utilisées dans les établissements d'enseignement musical et sont incluses dans les programmes éducatifs. En 2009-2010, à l'initiative de l'Union des compositeurs d'Azerbaïdjan et avec le soutien du Ministère de la Culture (Azerbaïdjan), le 1er Concours parmi les jeunes pianistes consacré à la création de A. Dadashov, en 2013 - le 2e Concours, en 2016 - le 3ème Concours International, 2019 - le IV Concours International ont lieu.
A.Dadachov est Professeur à l'Académie de musique de Bakou Hajibeyli (2009), lauréat du prix national Humay (2001), lauréat de nombreux concours républicains et de toute l'Union (ex-URSS). Récompensé d'une médaille spéciale du Jean-Paul II (2002). Récompensé par l'Insigne d'honneur « Pour services rendus au développement de la culture et de l'art » du Conseil de l'Assemblée interparlementaire des États de la CEI (2013).
A. Dadashov est membre du conseil d'administration de l'Union des compositeurs d'Azerbaïdjan depuis 2007 et est actuellement président de la Section Symphonique de l'Union.